# Pirátská strana Chorvatska
Pirátská strana (chorvatsky Piratska stranka), zkratka chorvatsky Pirati, byla politická strana v Chorvatsku založená v dubnu 2012 na idejích švédské Pirátské strany. Její předsedkyní byla Maša Čorak a místopředsedou Marko Sučić. Sídlo měla v Záhřebu. Zaměřovala se na reformu autorského práva a patentů, svobodu internetu a otevřené vládnutí. Prvními zvolenými zastupiteli této strany byli Ivica Fulir a Dario Vidovic.
Byla členem Pirátské internacionály a Evropské pirátské strany. V dubnu 2013 hostili chorvatští Piráti konferenci evropských Pirátských stran, na které se projednával společný program pro Evropské volby v roce 2014. V kampani k eurovolbám v roce 2013 přijali delegaci mezinárodních dobrovolníků z Belgie, Česka a Německa.
V roce 2018 byla strana vyjmuta ze státního registru politických stran.

## Evropský parlament
| Volby | Počet hlasů celkem | % hlasů | Počet získaných křesel | Pořadí |
| ----- | ------------------ | ------- | ---------------------- | ------ |
| 2013  | 8.345              | 1,13    | 0 z 12                 | 12.    |

## Komunální volby
| Volby | Počet hlasů celkem | % hlasů | Počet získaných křesel | Pořadí |
| ----- | ------------------ | ------- | ---------------------- | ------ |
| 2013  | ?                  | ?       | 2                      | ?      |